# Сантуарио ди Барбана (Горица)
Сантуарио ди Барбана је насеље у Италији у округу Горица, региону Фурланија-Јулијска крајина.
Према процени из 2011. у насељу је живело 7 становника. Насеље се налази на надморској висини од 0 м.